# Eleições estaduais em Alagoas em 2014
As eleições estaduais em Alagoas em 2014 ocorreram no dia 5 de outubro como parte das eleições gerais no Distrito Federal e em 26 estados. Foram eleitos o governador Renan Filho, o vice-governador Luciano Barbosa, o senador Fernando Collor, além de nove deputados federais e vinte e sete estaduais num pleito decidido em primeiro turno.
Nascido em Murici, o governador Renan Calheiros Filho é graduado em Economia na Universidade de Brasília em 2003 tendo presidido o Centro Acadêmico de Economia. Sempre filiado ao PMDB entrou na política com o apoio de seu pai, Renan Calheiros, e foi eleito prefeito de Murici em 2004 e 2008, renunciando ao cargo para eleger-se deputado federal em 2010. Sua eleição para governador fez dele o terceiro membro do PMDB a governar Alagoas após as vitórias de Fernando Collor em 1986 e Divaldo Suruagy em 1994 sendo que o próprio Renan Calheiros foi derrotado por Geraldo Bulhões ao buscar o poder em 1990.
Também filiado ao PMDB, o vice-governador Luciano Barbosa é engenheiro civil nascido em Palmeira dos Índios com passagens pela prefeitura de Arapiraca onde foi Secretário de Educação de Severino Leão e na gestão Célia Rocha foi Secretário de Finanças e depois Secretário de Saúde. No último governo Divaldo Suruagy foi Secretário dos Transportes e Secretário de Administração, além de coordenar o Programa de Desligamento Voluntário (PDV). Convidado a trabalhar junto a Renan Calheiros quando este foi Ministro da Justiça no segundo governo Fernando Henrique Cardoso, assumiu em junho de 2002 o Ministério da Integração Nacional. Eleito prefeito de Arapiraca em 2004 e 2008, tornou-se presidente da Associação dos Municípios Alagoanos (AMA) em janeiro de 2009.
No mesmo dia foi reeleito o senador Fernando Collor. Natural do Rio de Janeiro e formado em Economia em 1972 na Universidade Federal de Alagoas. Filiado à ARENA foi nomeado prefeito de Maceió em 1979 pelo governador Guilherme Palmeira. Eleito deputado federal pelo PDS em 1982, votou pela Emenda Dante de Oliveira em 1984 e em Paulo Maluf no Colégio Eleitoral em 1985, embora tenha se filiado depois ao PMDB e sido eleito governador de Alagoas em 1986.
Renunciou ao cargo em maio de 1989 e já filiado ao PRN foi eleito presidente da República em dezembro e tomou posse em 15 de março de 1990. Responsável pelo Plano Collor, pela abertura da economia e pela privatização de estatais, o Governo Collor caiu em 29 de dezembro de 1992 mediante um processo de impeachment. Afastado da vida pública por anos, filiou-se ao PRTB e após ser derrotado ao buscar o governo de Alagoas em 2002, foi eleito senador em 2006 e logo migrou para o PTB e mesmo vencido em nova candidatura ao governo em 2010 foi reeleito senador este ano.

## Resultado da eleição para governador
Com informações oriundas do Tribunal Superior Eleitoral.
| Candidatos a governador do estado | Candidatos a vice-governador | Número | Coligação                                                                                | Votação | Percentual |
| --------------------------------- | ---------------------------- | ------ | ---------------------------------------------------------------------------------------- | ------- | ---------- |
| Renan Calheiros Filho PMDB        | Luciano Barbosa PMDB         | 15     | Com o povo pra Alagoas mudar (PMDB, PV, PTdoB, PROS, PCdoB, PSC, PHS, PTB, PSD, PDT, PT) | 670.310 | 52,16%     |
| Benedito de Lira PP               | Alexandre Toledo PSB         | 11     | Juntos com o povo pela melhoria de Alagoas (PP, PSB, PPS, PSDC, PRP, PR, PSL, DEM, SD)   | 435.827 | 33,92%     |
| Júlio Cezar da Silva PSDB         | Manoel Vilela (Vô) PSDB      | 45     | Um novo jeito de fazer (PSDB, PRB)                                                       | 101.757 | 7,92%      |
| Mário Agra PSOL                   | Paulo Bob PSTU               | 50     | Frente de Esquerda de Alagoas (PSOL, PSTU)                                               | 60.816  | 4,73%      |
| Joathas Albuquerque PTC           | Marineide Messias PTC        | 36     | PTC (sem coligação)                                                                      | 7.879   | 0,61%      |
| Golbery Lessa PCB                 | Fernando Medeiros PCB        | 21     | PCB (sem coligação)                                                                      | 3.950   | 0,31%      |
| Coronel Goulart PEN               | Capitão Bulhões PEN          | 51     | PEN (sem coligação)                                                                      | 2.732   | 0,21%      |
| Luciano Balbino PTN               | Péricles Cabral PTN          | 19     | PTN (sem coligação)                                                                      | 1.820   | 0,14%      |

## Resultado da eleição para senador
Com informações oriundas do Tribunal Superior Eleitoral.
| Candidatos a senador da República | Primeiro suplente de senador | Número | Coligação                                                                                | Votação | Percentual |
| --------------------------------- | ---------------------------- | ------ | ---------------------------------------------------------------------------------------- | ------- | ---------- |
| Fernando Collor PTB               | Renilde Bulhões PTB          | 144    | Com o povo pra Alagoas mudar (PMDB, PV, PTdoB, PROS, PCdoB, PSC, PHS, PTB, PSD, PDT, PT) | 689.266 | 55,69%     |
| Heloísa Helena PSOL               | Maurício Dias PSOL           | 500    | Frente de Esquerda de Alagoas (PSOL, PSTU)                                               | 394.309 | 31,86%     |
| Omar Coelho DEM                   | José Pacheco Filho PP        | 255    | Juntos com o povo pela melhoria de Alagoas (PP, PSB, PPS, PSDC, PRP, PR, PSL, DEM, SD)   | 137.237 | 11,09%     |
| Oldemberg Paranhos PRTB           | Jefferson Piones PRTB        | 288    | Caminhando com o povo (PRTB, PPL, PMN)                                                   | 6.390   | 0,52%      |
| Elias Barros PTC                  | Sílvio Sapucaia PTC          | 369    | PTC (sem coligação)                                                                      | 5.914   | 0,48%      |
| Marcos Aguiar PTN                 | Sargento Rosivan PTN         | 192    | PTN (sem coligação)                                                                      | 2.741   | 0,22%      |
| Coronel Brito PEN                 | Tenente Elias PEN            | 511    | PEN (sem coligação)                                                                      | 1.922   | 0,16%      |

## Deputados federais eleitos
São relacionados os candidatos eleitos com informações complementares da Câmara dos Deputados. Ressalte-se que os votos em branco eram considerados válidos para fins de cálculo do quociente eleitoral nas disputas proporcionais até 1997 quando essa anomalia foi banida de nossa legislação.

Representação eleita
  SD: 1
  PMDB: 1
  PSDB: 1
  PP: 1
  PDT: 1
  PROS: 1
  PR: 1
  PRTB: 1
  PT: 1

| Número | Deputados federais eleitos | Partido | Votação       | Percentual | Cidade onde nasceu | Unidade federativa |
| 7777   | João Henrique Caldas       | SD      | 135.929 votos | 9,82%      | Maceió             | Alagoas            |
| 1515   | Marx Beltrão               | PMDB    | 123.317 Votos | 8,91%      | Maceió             | Alagoas            |
| 4545   | Pedro Vilela               | PSDB    | 119.582 Votos | 8,64%      | Maceió             | Alagoas            |
| 1111   | Arthur Lira                | PP      | 98.231 Votos  | 7,09%      | Maceió             | Alagoas            |
| 1212   | Ronaldo Lessa              | PDT     | 88.125 Votos  | 6,36%      | Maceió             | Alagoas            |
| 9090   | Givaldo Carimbão           | PROS    | 82.582 Votos  | 5,96%      | Itabi              | Sergipe            |
| 2266   | Maurício Quintella         | PR      | 76.706 Votos  | 5,54%      | Maceió             | Alagoas            |
| 2800   | Cícero Almeida             | PRTB    | 64.435 Votos  | 4,65%      | Maribondo          | Alagoas            |
| 1313   | Paulão Santos              | PT      | 53.284 Votos  | 3,85%      | Recife             | Pernambuco         |

## Deputados estaduais eleitos
Estavam em jogo 27 cadeiras na Assembleia Legislativa de Alagoas.

Representação eleita
  PSDB: 4
  PMDB: 3
  PRTB: 3
  DEM: 2
  PSB: 2
  PROS: 2
  PDT: 2
  PPS: 2
  PSD: 2
  PT: 2
  PSC: 1
  PRB: 1
  PMN: 1

| Número | Deputados estaduais eleitos | Partido | Votação | Percentual | Cidade onde nasceu       | Unidade federativa |
| 45000  | Joãozinho Pereira           | PSDB    | 64.080  | 4,57%      | Junqueiro                | Alagoas            |
| 12000  | Isnaldo Bulhões             | PDT     | 44.213  | 3,15%      | Santana do Ipanema       | Alagoas            |
| 70000  | Antonio Albuquerque         | PTdoB   | 43.304  | 3,09%      | Limoeiro de Anadia       | Alagoas            |
| 25800  | Jeferson Morais             | DEM     | 38.043  | 2,71%      | União dos Palmares       | Alagoas            |
| 45678  | Inácio Loiola               | PSDB    | 38.025  | 2,71%      | Canindé de São Francisco | Sergipe            |
| 12777  | Sérgio Toledo               | PDT     | 37.513  | 2,67%      | Maceió                   | Alagoas            |
| 14789  | Marcelo Victor              | PTB     | 37.379  | 2,66%      | Palmeira dos Índios      | Alagoas            |
| 20000  | Thaise de Souza Guedes      | PSC     | 36.804  | 2,62%      | Maceió                   | Alagoas            |
| 70111  | Ricardo Nezinho             | PTdoB   | 35.107  | 2,50%      | Arapiraca                | Alagoas            |
| 45222  | Gilvan Barros               | PSDB    | 34.137  | 2,43%      | Maceió                   | Alagoas            |
| 15555  | Flávia Cavalcante           | PMDB    | 32.618  | 2,33%      | Maceió                   | Alagoas            |
| 14444  | Maurício Tavares            | PTB     | 32.091  | 2,29%      | Maceió                   | Alagoas            |
| 15456  | Olavo Calheiros             | PMDB    | 29.368  | 2,09%      | Murici                   | Alagoas            |
| 45789  | Nelito Gomes de Barros      | PSDB    | 28.081  | 2,00%      | Maceió                   | Alagoas            |
| 45123  | Fernando Toledo             | PSDB    | 27.059  | 1,93%      | Cajueiro                 | Alagoas            |
| 45555  | Edval Gaia                  | PSDB    | 26.889  | 1,92%      | Palmeira dos Índios      | Alagoas            |
| 12333  | Jota Cavalcante             | PDT     | 26.276  | 1,87%      | Pão de Açúcar            | Alagoas            |
| 15000  | Luiz Dantas                 | PMDB    | 25.365  | 1,81%      | Batalha                  | Alagoas            |
| 13500  | Judson Cabral               | PT      | 25.229  | 1,80%      | Aracaju                  | Sergipe            |
| 33000  | Dudu Holanda                | PMN     | 25.171  | 1,79%      | Maceió                   | Alagoas            |
| 23000  | Marcos Barbosa              | PPS     | 24.915  | 1,78%      | Maceió                   | Alagoas            |
| 25000  | Temóteo Correia             | DEM     | 24.756  | 1,76%      | Anadia                   | Alagoas            |
| 28888  | Almir Lira                  | PRTB    | 22.027  | 1,57%      | Feira Grande             | Alagoas            |
| 13000  | Ronaldo do INSS             | PT      | 19.862  | 1,42%      | Rio de Janeiro           | Rio de Janeiro     |
| 13123  | Marquinho Madeira           | PT      | 18.897  | 1,35%      | Maceió                   | Alagoas            |
| 19999  | João Henrique Caldas        | PTN     | 17.977  | 1,28%      | Maceió                   | Alagoas            |
| 23111  | Severino Pessôa             | PPS     | 16.206  | 1,16%      | Arapiraca                | Alagoas            |